# Willem Hamminga
Willem Hamminga (11 januari 1922) was Engelandvaarder en sergeant-vlieger.
Hamminga kwam uit Groningen. Toen de Tweede Wereldoorlog uitbrak, lukte het hem in december 1940 naar Zweden te ontsnappen. Vanuit Stockholm reisde hij naar Moskou, Bombay, Kaap de Goede Hoop, Rio de Janeiro en New York voordat hij eindelijk in Liverpool aankwam. Hij kreeg een vliegopleiding en heeft veel in Seafires (speciale Spitfires) vanaf vliegdekschepen gevlogen, onder meer de HMS Slinger en de Britse escorte-carrier HMS Nairana.
Na de oorlog vloog hij Fireflies vanaf de Nairana, die inmiddels was omgedoopt tot de Karel Doorman.